# 博訥站
博讷站是法国的一个铁路车站，位于法国东部科多尔省城市博讷。

## 位置
博讷站位于博讷市区的东部。车站大致呈南北走向，开口朝西。车站于2015年进行过局部翻新。

## 停靠线路
以下列车线路在博讷站停靠：
| 博讷站列车线路表       |                |            |              |              |
| 线路                   | 车种           | 上一站     | 下一站       | 大致运行频率 |
| 第戎—马赛/尼斯         | TGV            | 第戎       | 索恩河畔沙隆 | 每天1趟      |
| 巴黎—里昂              | Intercités éco | 巴黎       | 索恩河畔沙隆 | 每天1趟      |
| 巴黎—里昂              | TER            | 第戎       | 沙尼         | 每天6趟左右  |
| 第戎—里昂              | TER            | 第戎       | 沙尼         | 每天6趟左右  |
| 第戎—索恩河畔沙隆/马孔 | TER            | 科尔戈卢万 | 默尔索       | 每天6趟左右  |
| 第戎—讷韦尔            | TER            | 第戎       | 蒙沙南       | 每天7趟左右  |
| 第戎—欧坦              | TER            | 第戎       | 蒙沙南       | 每天1趟      |
| 第戎—克莱蒙费朗        | TER            | 第戎       | 蒙沙南       | 每天1趟      |
| 1. 2.                  |                |            |              |              |

## 配套交通

### 长途客车
| 停靠博讷站的大巴车 |                                        | |
| 上下车地点         | 运营单位                               | 主要线路及目的地 |
| 博讷站南侧         | 勃艮第-弗朗什-孔泰 大区城际客运 MobiGo | LR113 绍雷莱博讷 · 拉杜瓦塞里尼 · 科尔戈卢万 · 尼伊圣乔治 · 热夫雷尚贝坦 · 第戎 LR115 乌什河畔布利尼 · 阿尔奈勒迪克 · 索略 LR116 科尔伯龙 · 拉贝热芒莱瑟尔 · 索恩河畔普伊 · 瑟尔                                                    |
| 博讷站南侧         | 博讷城市公共交通 Côte&Bus              | -10- 萨维尼莱博讷 -12- 阿洛斯科尔通 · 拉杜瓦-塞里尼 -14- 维尼奥勒 -16- 圣玛丽拉布朗什 -20.1- 20.2- 20.3- 沃尔奈 · 蒙泰利 · 默尔索 · 皮利尼蒙拉谢 · 科尔波 · 沙尼 -20.4- 20.5- 沃尔奈 · 蒙泰利 · 默尔索 · 欧塞迪雷斯 · 圣罗曼 · 诺莱 |
| 博讷站南侧         | SNCF Car TER                           | （当某条铁路线施工或罢工时，SNCF可能会提供途径该线路沿途站点的大巴车） |
| 1. 2. 3. 4.        |                                        | |

### 城市公共交通
| 博讷站附近的市内公共交通线路 |            | |
| 公交车站名称                 | 位置       | 停靠线路 |
| 火车站                       | 博讷站南侧 | -1- 舍夫罗莱（Chevrolet） ↔ 马拉迪耶尔（Maladières） -2- 戴高乐（De Gaulle） ↔ 蒙日初级中学（Collège Monge） -3- 火车站（Gare SNCF） ↔ 普里姆韦尔（Primevères） -4- 让迪约米耶尔（Gentilhommière） ↔ 蒙日初级中学（Collège Monge） -5- 火车站（Gare SNCF） ↔ 菲利普·勒邦（Philippe Le Bon） |
| 1. 2.                        |            | |

### 社会车辆
博讷站门口设有社会车辆停车场。

## 临近车站
| 博讷站（Gare de Beaune） |                |                  |
| 上行车站                 | 线路           | 下行车站         |
| 科尔戈卢万站 8.5km ←     | 巴黎－马赛铁路 | 默尔索站 → 7.2km |